# Oxymacaria aquilaria
Oxymacaria aquilaria là một loài bướm đêm trong họ Geometridae.